# Tilläggstecken
Tilläggstecken är en form av tjänstetecken som används till militära uniformer. Termen används inte i nu gällande svenska uniformsbestämmelser. Det är ett märke vanligen i tyg eller liknande material som fästs på en bestämd plats på uniformen. 

## Sverige
I Sverige placeras tilläggstecken vanligen på vapenrockens ärm, ett bestämt antal centimeter från axeln. Tilläggstecknet talar oftast om vilket förband man tillhör, vanligen med text kombinerat med en symbol. Ibland används bara text eller bara symbol.
Gradbeteckning respektive truppslagstecken är ej en form av tilläggstecken.
Tilläggstecken kan indelas i följande kategorier:
- Stab, till exempel Bodens försvarsområde, Södra arméfördelningen.
- Förband, till exempel Svea livgarde, Roslagens luftvärnsregemente.
- Utbildningstecken, PEK-märken, Fältidrottsmärke etcetera.
- Funktionscentrum, skolor med mera, Arméns tekniska skola, Arméns brigadcentrum etcetera.

## Galleri

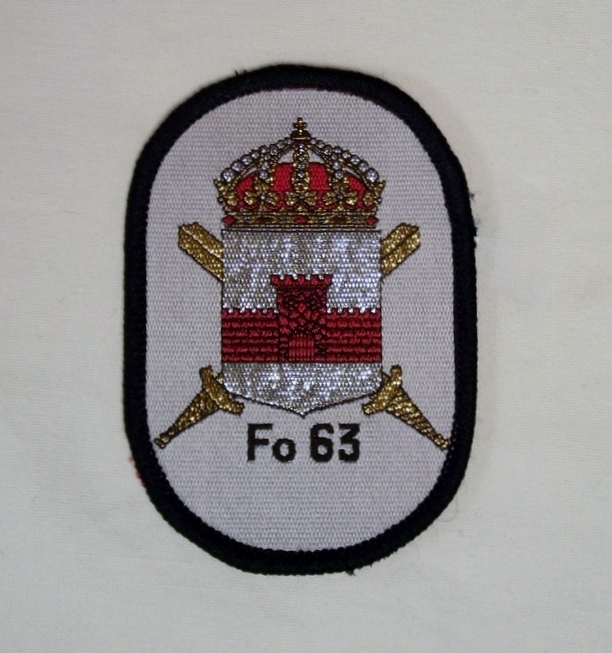
Tilläggstecken (stab) för Bodens försvarsområde (Fo 63)
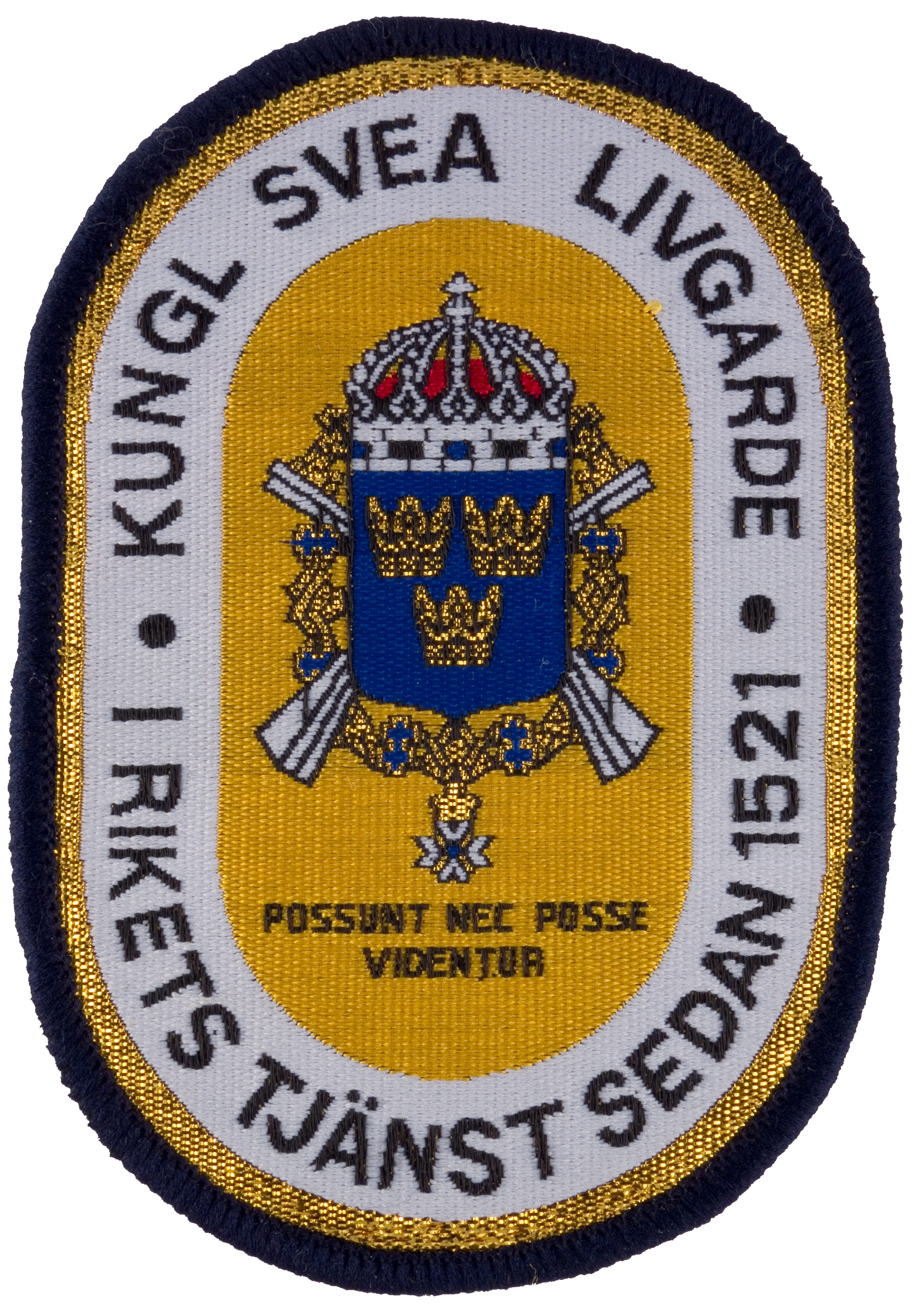
Tilläggstecken (förband) för Svea livgarde
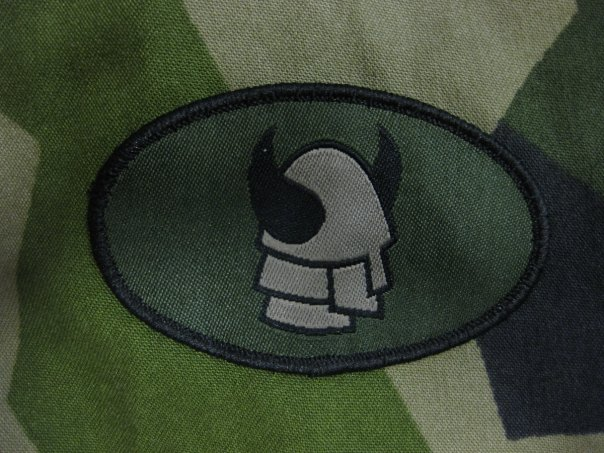
Tilläggstecken (utbildningstecken) för Amfibiekåren.
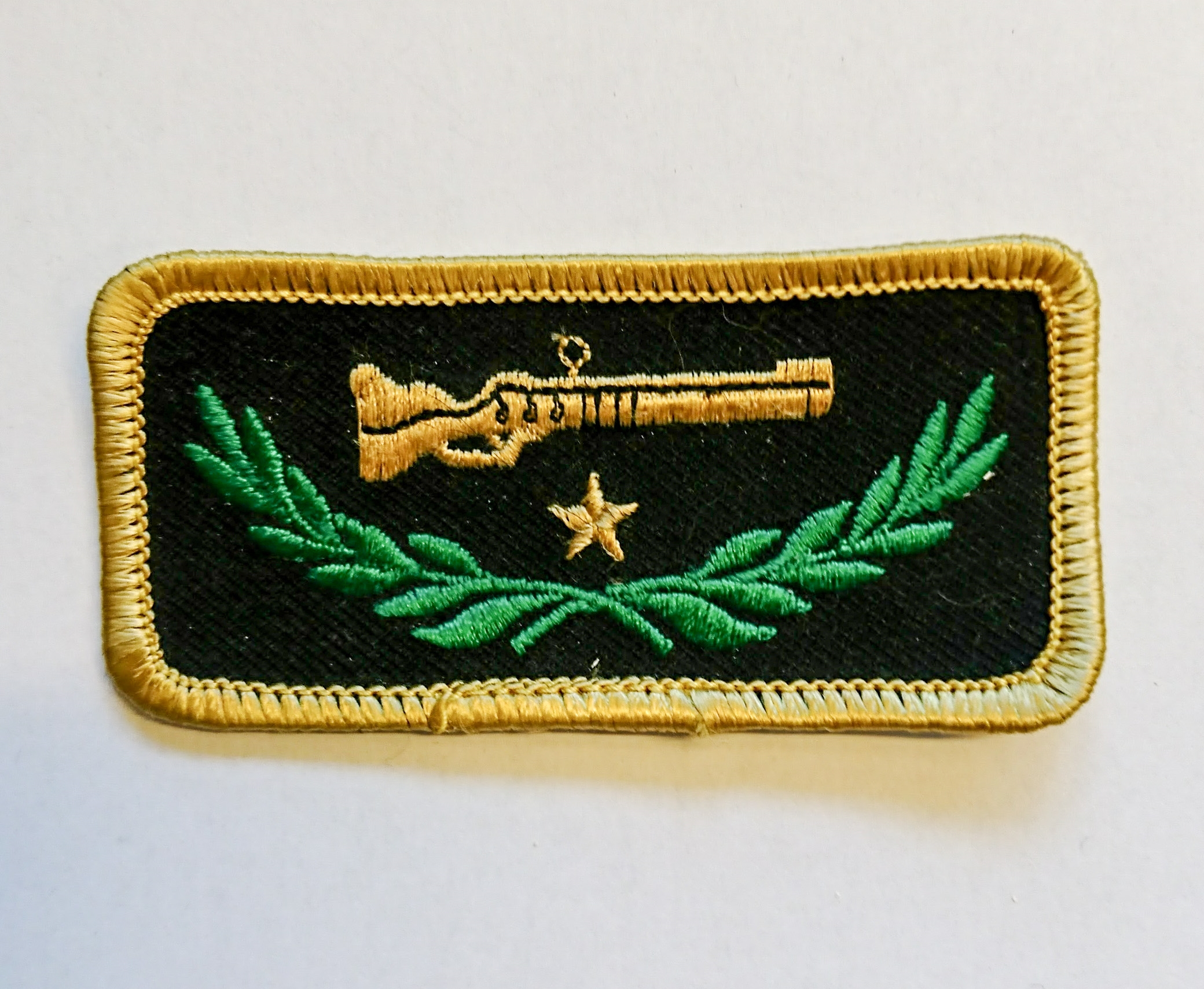
Tilläggstecken (utbildningstecken), PEK-märke 2.
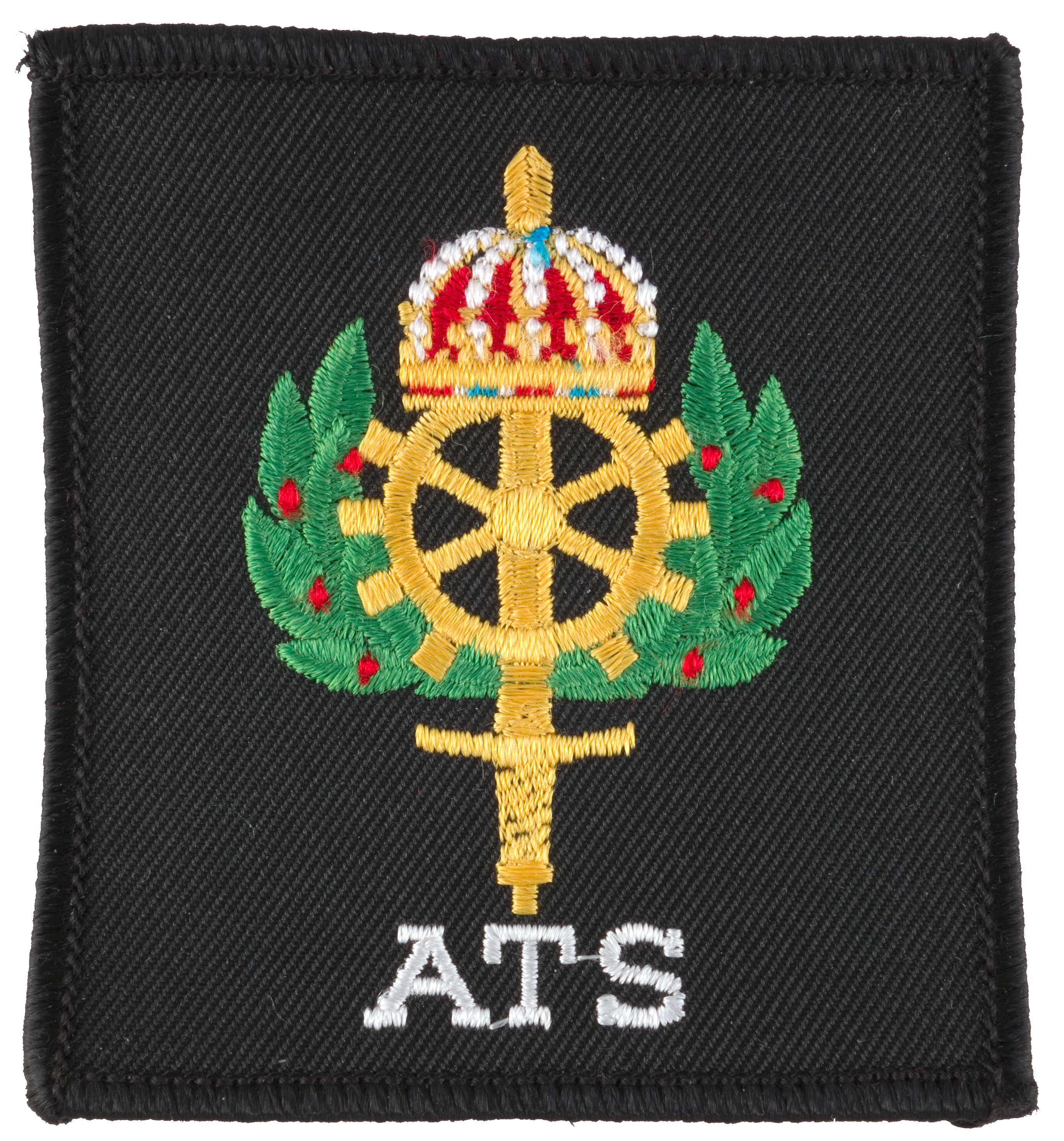
Tilläggstecken (funktionscentrum) för Arméns tekniska skola